# Knema kunstleri
Knema kunstleri är en tvåhjärtbladig växtart. Knema kunstleri ingår i släktet Knema och familjen Myristicaceae.

## Underarter
Arten delas in i följande underarter:
- K. k. alpina
- K. k. coriacea
- K. k. kunstleri
- K. k. leptophylla
- K. k. macrophylla
- K. k. parvifolia
- K. k. pseudostellata